# Angón
Angón é um município da Espanha na província de Guadalajara, comunidade autónoma de Castilla-La Mancha, de área 20,46 km² com população de 35 habitantes (2004) e densidade populacional de 1,71 hab./km².

## Demografia
| Variação demográfica do município entre 1991 e 2004 | Variação demográfica do município entre 1991 e 2004 | Variação demográfica do município entre 1991 e 2004 | Variação demográfica do município entre 1991 e 2004 |
| --------------------------------------------------- | --------------------------------------------------- | --------------------------------------------------- | --------------------------------------------------- |
| 1991                                                | 1996                                                | 2001                                                | 2004                                                |
| 37                                                  | 43                                                  | 40                                                  | 35                                                  |